# San Felipe (Baja California)
San Felipe (en kiliwa: Juwiy mja') es una ciudad portuaria, ubicada en el estado mexicano de Baja California, al sur de la ciudad capital, Mexicali. En 2021 pasó a ser la cabecera de un nuevo municipio, San Felipe.
Está localizado en los 31º01'39" N y los 114º50'07" W. Esta ciudad portuaria cubre además las funciones de balneario turístico, al estar bañado por las cálidas aguas del golfo de California.

## Demografía
Su población es de 14,831 habitantes, según el censo de 2005 y para el 2010 había aumentado a 16,702, mientras que en el último censo en el 2020, su población fue de 17,143 habitantes.
En 1930, se le consideró como embarcadero, pues solo contaba con una población de 300 habitantes; hacia 1939, se le registró como pesquería, según el censo de edificios de ese año; su población llegó a 427 habitantes en 1940. Y, para 1980, contando con 6197 habitantes, se le dio la categoría de puerto.  

## Historia del poblado de san Felipe
La península de California fue descubierta por Hernán Cortés el 3 de mayo de 1535. La historia de San Felipe comienza poco después con las expediciones de Francisco de Ulloa, uno de los capitanes de Cortés, quien navegó su bahía en septiembre de 1535. En 1536, Hernando de Alarcón y Domingo Castillo exploraron la región e hicieron un mapa detallado de la península, dándole a San Felipe su nombre original: Santa Catalina.
Después de un largo periodo, el padre misionero Eusebio Kino redescubrió la región en 1701. Juan de Ugarte construyó un barco en Baja California y exploró el área, llegando a San Felipe el 5 de julio de 1721. Veinticinco años más tarde (ca. 1746) Fernando Consag arribó a la bahía y le dio el nombre de San Felipe de Jesús. El misionero Wenceslaus Linck fue la primera persona en llegar a San Felipe por tierra en 1766, y en 1772 el teniente José Joaquín de Arrillaga, que sería luego gobernador interino de las Californias, comenzó a usar la bahía como puerto y estableció una ruta por tierra de San Felipe a Ensenada a través del Valle de la Trinidad. 
No fue sino hasta 1925, durante la administración del General Abelardo L. Rodríguez, gobernador del Territorio Norte de la Baja California, que San Felipe empezó a desarrollarse, cuando se establecieron los primeros campos pesqueros y el gobernador organizó la primera subdelegación y la primera escuela. Octavio Vega Ruiz fue nombrado subdelegado y así las bases del crecimiento de San Felipe fueron establecidas durante su administración de 1926 a 1942.
El transporte marítimo de personas y mercancías también contribuyó a la consolidación de San Felipe como asentamiento. Entre los barcos más célebres de aquel tiempo fundacional, se encuentran el “Trieste” de José Ascolani; el “Pacita” y el “Río Colorado” propiedad de Arnulfo Liera. Al final de la segunda década del siglo veinte, San Felipe contaba con alrededor de 100 habitantes permanentes, en 1940 aparece por vez primera en el censo de población con 287 habitantes. 
Para 1947, la Compañía Industrial del Golfo de Cortés, propiedad de José María Rodríguez Luján, le compró terrenos a Guillermo Andrade para construir un centro de turismo internacional. Se creó la Capitanía del Puerto de San Felipe, con el Lic. Cesáreo Villar Estrada como el primer capitán, quien estaría al mando durante 38 años. La carretera Mexicali-San Felipe comenzó a pavimentarse en 1948 y fue completada en 1951, al mismo tiempo que el hotel “Augies” (después nombrado subsecuentemente: “Villa del Mar”, “Trucha Vagabunda” y “Las Palmas Inn”) de 15 habitaciones, abrió sus puertas. En 1959, El motel “El Cortés” abrió al público.
Muchos nuevos hoteles se establecieron durante la década de 1960: el “Hotel Riviera”, “El Pescador”, “Arnold´s del Mar” y “Arco Iris”, y los campos turísticos: "La Palapa RV Camp", "Campo #1", “Costa Azul”, “Las Arenas”, “Miramar”, “Playa Bonita”, “Playa Laura”, y “Rubén´s”. El Puerto se electrificó en 1963 y tuvo red de agua potable para 1967. En la década de 1970 se establecieron el edificio de gobierno, varios restaurantes, bares, estaciones de gasolina, una pequeña marina, el aeropuerto, el malecón, el bulevar principal y el sistema de drenaje, así como también el primer hotel de cuatro estrellas, llamado: “Playas de San Felipe” seguido del “Hotel Fiesta”. El hotel “La Hacienda” abrió en 1980; el “Marina Resort and Spa” en 1993.
A inicios del siglo XXI el ingreso económico de San Felipe dependía, en orden de importancia, del turismo, de la flota camaronera y de la pesca en general. El 19 de mayo de 2021 se aprobó en el Congreso de Baja California, su designación como el 7.º municipio del estado. Su primer ayuntamiento será electo en las elecciones estatales de 2024, mientras tanto, y a la espera de su publicación en el Diario Oficial del Estado, sigue perteneciendo, políticamente, al municipio de Mexicali. El gobernador elegirá a los vecinos que se encargarán de designar al Concejo Municipal Fundacional, que tomará protesta el 1 de enero de 2022.

## Turismo y hospedaje
Es un lugar de interés turístico a nivel internacional, por encontrarse a 200 km de la frontera México-EE. UU. El turismo que arriba a puerto, generalmente procede de los estados estadounidenses de California, Arizona, Oregón, Washington y de los municipios de Mexicali, Tecate, Tijuana, Ensenada, y San Luis Río Colorado; ocasionalmente se les ve recorriendo la playa a turistas de Canadá que provienen de Columbia Británica y Alberta. En los viajes en lacha un destino común es Roca Consag. Por tierra es Punta estrella, el Valle de los Gigantes (cardones).

## En la cultura popular de san Felipe
En 2012, el programa Top Gear fue a San Felipe durante el Spring Break. Allí hicieron una serie de retos durante tres días.

## Geografía
La Bahía de San Felipe se encuentra 3 metros por encima del nivel del mar. A mareas bajas, el agua puede retroceder hasta 2 km. San Felipe experimenta una de las mareas más grandes del mundo debido en parte al delta del Río Colorado al norte. Las mareas de siete metros exponen un kilómetro de suelo oceánico.
La reserva natural del Valle de los Gigantes se ha convertido en un gran atractivo turístico tras el transporte de uno de sus gigantes ejemplares a Sevilla, España, por motivo de la Expo Sevilla '92. El área también se ha convertido en uno de los lugares favoritos para fotógrafos de todo el mundo. Los ambientalistas locales presionan constantemente para que se le de protección al Valle de los Gigantes en forma de Reserva Natural.
El Cerro del Machorro junto al Cañón del Diablo constituyen dos de sus elevaciones naturales más relevantes en los alrededores de San Felipe, este último cuenta con cascadas en la base y es la elevación más alta de Baja California con 10,157 pies contando incluso con lugares de interés histórico arqueológico.

## Clima
El clima en San Felipe es caluroso y húmedo, siendo el mes con mayor precipitación agosto con 14 mm de promedio. El clima es benigno para vacacionar solo durante los meses de mayo a octubre, pues aunque desde abril las temperaturas suelen ya superar los 30 °C, la oscilación térmica hace las noches frías que incluso puede haber heladas en invierno. Sus temperaturas récord máxima y mínima fueron alcanzadas en julio de 1993 con 52 °C y enero de 1937 con -7 °C, el huracán Nora en 24 y 25 de septiembre de 1997.
| Parámetros climáticos promedio de San Felipe, Baja California (10 msnm) normales 1991–2020 | Parámetros climáticos promedio de San Felipe, Baja California (10 msnm) normales 1991–2020 | Parámetros climáticos promedio de San Felipe, Baja California (10 msnm) normales 1991–2020 | Parámetros climáticos promedio de San Felipe, Baja California (10 msnm) normales 1991–2020 | Parámetros climáticos promedio de San Felipe, Baja California (10 msnm) normales 1991–2020 | Parámetros climáticos promedio de San Felipe, Baja California (10 msnm) normales 1991–2020 | Parámetros climáticos promedio de San Felipe, Baja California (10 msnm) normales 1991–2020 | Parámetros climáticos promedio de San Felipe, Baja California (10 msnm) normales 1991–2020 | Parámetros climáticos promedio de San Felipe, Baja California (10 msnm) normales 1991–2020 | Parámetros climáticos promedio de San Felipe, Baja California (10 msnm) normales 1991–2020 | Parámetros climáticos promedio de San Felipe, Baja California (10 msnm) normales 1991–2020 | Parámetros climáticos promedio de San Felipe, Baja California (10 msnm) normales 1991–2020 | Parámetros climáticos promedio de San Felipe, Baja California (10 msnm) normales 1991–2020 | Parámetros climáticos promedio de San Felipe, Baja California (10 msnm) normales 1991–2020 |
| Mes                                                                                        | Ene.                                                                                       | Feb.                                                                                       | Mar.                                                                                       | Abr.                                                                                       | May.                                                                                       | Jun.                                                                                       | Jul.                                                                                       | Ago.                                                                                       | Sep.                                                                                       | Oct.                                                                                       | Nov.                                                                                       | Dic.                                                                                       | Anual                                                                                      |
| ------------------------------------------------------------------------------------------ | ------------------------------------------------------------------------------------------ | ------------------------------------------------------------------------------------------ | ------------------------------------------------------------------------------------------ | ------------------------------------------------------------------------------------------ | ------------------------------------------------------------------------------------------ | ------------------------------------------------------------------------------------------ | ------------------------------------------------------------------------------------------ | ------------------------------------------------------------------------------------------ | ------------------------------------------------------------------------------------------ | ------------------------------------------------------------------------------------------ | ------------------------------------------------------------------------------------------ | ------------------------------------------------------------------------------------------ | ------------------------------------------------------------------------------------------ |
| Temp. máx. abs. (°C)                                                                       | 37                                                                                         | 40                                                                                         | 41                                                                                         | 45                                                                                         | 44                                                                                         | 46                                                                                         | 48                                                                                         | 49                                                                                         | 45                                                                                         | 47                                                                                         | 47                                                                                         | 39                                                                                         | 49                                                                                         |
| Temp. máx. media (°C)                                                                      | 21.3                                                                                       | 23.4                                                                                       | 26.3                                                                                       | 28.7                                                                                       | 31.0                                                                                       | 34.4                                                                                       | 36.5                                                                                       | 36.9                                                                                       | 35.1                                                                                       | 31.0                                                                                       | 26.6                                                                                       | 21.6                                                                                       | 29.4                                                                                       |
| Temp. media (°C)                                                                           | 15.6                                                                                       | 17.5                                                                                       | 20.5                                                                                       | 22.3                                                                                       | 24.8                                                                                       | 28.0                                                                                       | 30.6                                                                                       | 30.6                                                                                       | 29.0                                                                                       | 24.8                                                                                       | 20.6                                                                                       | 16.3                                                                                       | 23.4                                                                                       |
| Temp. mín. media (°C)                                                                      | 9.9                                                                                        | 11.7                                                                                       | 14.7                                                                                       | 15.9                                                                                       | 18.6                                                                                       | 21.7                                                                                       | 24.7                                                                                       | 24.4                                                                                       | 22.9                                                                                       | 18.5                                                                                       | 14.5                                                                                       | 11.0                                                                                       | 17.4                                                                                       |
| Temp. mín. abs. (°C)                                                                       | 0                                                                                          | 1                                                                                          | 3                                                                                          | 5                                                                                          | 7                                                                                          | 5                                                                                          | 9                                                                                          | 10                                                                                         | 10                                                                                         | 3                                                                                          | 2                                                                                          | 1.5                                                                                        | 0                                                                                          |
| Precipitación total (mm)                                                                   | 1.4                                                                                        | 5.3                                                                                        | 1.6                                                                                        | 0.0                                                                                        | 0.0                                                                                        | 1.2                                                                                        | 0.5                                                                                        | 2.0                                                                                        | 7.0                                                                                        | 8.0                                                                                        | 1.1                                                                                        | 2.1                                                                                        | 30.2                                                                                       |
| Fuente: Servicio Meteorológico Nacional                                                    |                                                                                            |                                                                                            |                                                                                            |                                                                                            |                                                                                            |                                                                                            |                                                                                            |                                                                                            |                                                                                            |                                                                                            |                                                                                            |                                                                                            |                                                                                            |